# Magdalini Adaloglou
Magdalini Adaloglou (griechisch Μαγδαληνή Αδάλογλου, * 5. September 1999 in Athen) ist eine griechische Tennisspielerin.

## Karriere
Adaloglou spielte bislang vorrangig Turniere der ITF Women’s World Tennis Tour, wo sie bislang drei Titel im Doppel gewinnen konnte.

### College Tennis
Von 2017 bis 2022 spielte Adaloglou für das Damentennisteam der Bulldogs der Mississippi State University.

## Turniersiege

### Doppel
| Nr. | Datum              | Turnier  | Kategorie | Belag     | Partnerin                 | Finalgegnerinnen                         | Ergebnis         |
| --- | ------------------ | -------- | --------- | --------- | ------------------------- | ---------------------------------------- | ---------------- |
| 1.  | 24. Dezember 2022  | Monastir | ITF W15   | Hartplatz | Sapfo Sakellaridi         | Chiraz Bechri Milana Schabrailowa        | 7:5, 6:4         |
| 2.  | 31. Dezember 2022  | Monastir | ITF W15   | Hartplatz | Jaroslawa Bartaschewitsch | Bojana Marinković Eliessa Vanlangendonck | 7:65, 6:2        |
| 3.  | 23. September 2023 | Monastir | ITF W15   | Hartplatz | Chrystyna Wosnjak         | Vaishnavi Adkar Georgia Gulin            | 4:6, 6:3, [10:7] |

## Persönliches
Magdalini ist die Tochter von Michalis Adaloglou and Vithleem Païtaridou und hat einen Bruder Lazaros. Sie besuchte die Safarikas - Barbarousis Private School und machte ihren College-Abschluss in Psychologie.